# Gudava
Gudava (en georgiano: გუდავა) o Gudaa (en abjasio: Гәдаа) es una aldea que pertenece a la parcialmente reconocida República de Abjasia, dentro del distrito de Ochamchira, aunque de iure es parte del municipio de Gali de la República Autónoma de Abjasia de Georgia.

## Geografía
Gudava está en el margen izquierda del río Okumi, a 3 km de Achigvara y a 12 km de Gali. Anteriormente, Gudava era un pueblo y formaba su propia entidad territorial, pero hoy la aldea se administra desde el pueblo de Achigvara. Gudava limita al norte con los pueblos de Achigvara e Ilori; en el este, con el pueblo de Shesheleti y en el oeste con la costa del mar Negro.

## Historia
Gudakva fue el nombre dado a la colonia griega más antigua de la zona, Ziganeos, donde estuvo uno de los primeros obispados cristianos griegos. Inicialmente, este era un lugar de exilio para figuras cristianas que no agradaban a las autoridades romanas. Posteriormente, Ziganis-Gudakva fue parte del reino de Cólquida, que estaba bajo la influencia del Imperio bizantino. El reino de Egrisi es el sucesor del antiguo reino de Cólquida, que dio origen a Abjasia, Mingrelia y Esvanetia. El pueblo histórico de Gudava incluía los territorios de los pueblos actuales Pirveli Gudava y Meore Gudava.
En el siglo XIX, la comunidad rural de Gudava también incluía los pueblos de Repo, Shesheleti y parte de Achigvara. 
Durante la época soviética, llegó al pueblo un número significativo de rusos a lo que era el consejo de Gudava (principalmente a Meore Gudava). Durante las excavaciones arqueológicas de 1970-1972, se encontraron en Gudava los restos de un muro de campamento rectangular y una pequeña iglesia, así como cerámicas y monedas locales y romanas de la Antigüedad tardía y la Alta Edad Media.
Durante la guerra de Abjasia en 1992-1993, la aldea estuvo controlada por las tropas del gobierno georgiano y, después de los combates, la población quedó bajo el dominio separatista de Abjasia. Al final de esta guerra, la gran mayoría de la población huyó de Abjasia y sólo unos pocos se quedaron (y luego solamente una pequeña cantidad regresó). Hasta 1994, Gudava pertenecía al distrito de Gali, pero en ese año fue incorporada al distrito de Ochamchire.

## Demografía
La evolución demográfica del consejo del pueblo de Gudava entre 1886 y 1989 fue la siguiente: 
| 1122                                                | 2767 | 2385 | 3329 | 3229 |
| (Fuente: Population of Abkhazia since Soviet times) |      |      |      |      |

La población ha disminuido enormemente tras la guerra de Abjasia pero su composición no ha variado, siendo inmensamente mayoritarios los georgianos étnicos (incluidos mingrelianos). Según el censo soviético de 1926, los georgianos eran el 87% de la población; los abjasios, el 8,9%; y los rusos, el 1,2%.